# Über das Pathos der Wahrheit
Über das Pathos der Wahrheit ist ein Essay von Friedrich Nietzsche aus dem Jahre 1872 und gehört zu seinem Frühwerk.

## Entstehungsgeschichte und Inhalt
Über das Pathos der Wahrheit entstand 1872 und sollte als Vorwort eines Buches dienen, das jedoch nie geschrieben wurde. Nietzsche stellte allerdings „Fünf Vorreden zu fünf ungeschriebenen Büchern“ zusammen, die er Cosima Wagner „in herzlicher Verehrung und als Antwort auf mündliche und briefliche Fragen“ im Dezember 1872 als Weihnachtsgeschenk überreichte. Die Titel der fünf Vorreden lauten:
- Über das Pathos der Wahrheit
- Gedanken über die Zukunft unserer Bildungsanstalten
- Der griechische Staat
- Das Verhältnis der Schopenhauerschen Philosophie zu einer deutschen Kultur
- Homers Wettkampf

Nietzsche beginnt die erste Vorrede mit Überlegungen zum Thema Ruhm. Er beschreibt die Auseinandersetzung zwischen dem „Großen“ in der „Weltgeschichte“, dem notwendigerweise Ruhm zukommt, und dem „Gewöhnten, Kleinen, Gemeinen“, das sich diesem in den Weg stellt, als „furchtbaren Kampf der Kultur“. Als herausragendes Beispiel für einen Philosophen, der sein Leben der Suche nach Wahrheit widmet, erscheint ihm Heraklit, obwohl auch Pythagoras und Empedokles kurz erwähnt werden. Heraklit ist für Nietzsche „der wahre Erfüller und Vollender jenes delphischen Satzes ‚Erkenne dich selbst‘“. Gleichzeitig sieht er in ihm menschenfeindliche Züge: „Denn die Welt braucht ewig die Wahrheit, also braucht sie ewig Heraklit, obschon er ihrer nicht bedarf.“ Der Essay schließt mit einer kurzen Bezugnahme auf die Kunst: „Die Kunst ist mächtiger als die Erkenntnis, denn sie will das Leben, und jene erreicht als letztes Ziel nur – die Vernichtung.“
Nietzsches Essay Über Wahrheit und Lüge im außermoralischen Sinne von 1873 kann als Fortsetzung der Ersten Vorrede über das Pathos der Wahrheit verstanden werden. Für Volker Gerhardt ist Pathos der Distanz als Motiv schon in Nietzsches Frühwerk angelegt und seine kulturstiftende, „weil individualisierende“ Bedeutung zwischenmenschlicher Distanzierung erkennbar.